# 즈데네크 피비히

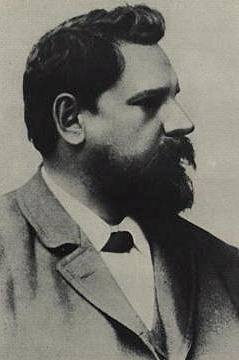
즈데네크 피비히

즈데네크 피비히(체코어: Zdeněk Fibich, 1850년 12월 21일~1900년 10월 15일)는 체코의 작곡가이다. 동 보헤미아의 프세보루지체에서 임무관(林務官)의 아들로 태어나 프라하, 라이프치히, 파리, 만하임에서 배우고 비르나와 프라하에서 작곡하면서 교육에 종사했다. 프라하 음악원에는 비록 초빙되지 않았지만 19세기가 거의 끝날 무렵의 체코 음악계에 미친 영향력은 절대적이었기 때문에 드보르자크와 함께 알려졌으나 국외에서는 겨우 각종 편곡으로 알려져 있는 <시곡>이라는 소품의 작곡자로 알려져 있을 정도이다. 이 시곡은 관현악을 위한 목가(牧歌) <황혼>(1893)의 중간부의 칸티레나를 대바이올리니스트인 얀 쿠베릭이 바이올린곡으로 편곡하여 연주하고부터 유명해졌다.